# James Wiseman
James Monteinez Wiseman (Nashville, Tennessee, 31 de marzo del 2001) es un jugador de baloncesto estadounidense que actualmente se encuentra sin equipo. Con 2,11 metros de altura, juega en la posición de pívot.

## Carrera

### Instituto
Al ingresar en su primer año en la Escuela Ensworth en Nashville, Tennessee, ya medía 2,06 metros y pesaba 91kg. Fue compañero de equipo con el futuro jugador de la NBA Jordan Bone. Para junio de 2016, ESPN clasificó a Wiseman entre sus 25 mejores jugadores en la clase de reclutamiento de 2019. En 2016, jugó para el equipo de la Unión Atlética Amateur de St. Louis Eagles. Como estudiante de segundo año en 2016-17, guio a Ensworth a las semifinales de la División II-AA de la Asociación Atlética de Escuelas Secundarias de Tennessee (TSSAA). Promedió alrededor de 20 puntos y seis rebotes por juego y fue nombrado mención honorífica MaxPreps Sophomore All-American.
En mayo de 2017, se unió al Equipo Penny, fundado por el exjugador de la Asociación Nacional de Baloncesto (NBA) Penny Hardaway, en el circuito Nike Elite Youth Basketball League (EYBL). En agosto, anunció su traslado a Memphis East High School en Memphis, Tennessee, donde Hardaway fue ascendido a entrenador en jefe. El 16 de noviembre de 2017, la TSSAA declaró que Wiseman no era elegible para su temporada júnior porque existía un "vínculo de entrenamiento deportivo" entre él y Hardaway. Sin embargo, el 13 de diciembre, fue autorizado para jugar porque la regla TSSAA "no estaba clara en su aplicación". Durante la temporada, Wiseman ascendió para convertirse en el recluta general número uno de ESPN en la clase 2019. El 17 de marzo de 2018, condujo a Memphis East a un campeonato de clase AAA TSSAA, liderando a todos los anotadores con 19 puntos. Promedió 18.5 puntos, 8.2 rebotes y 2.8 bloqueos por partido, obteniendo el reconocimiento del tercer equipo MaxPreps Junior All-American.
En último año permaneció en Memphis East en lugar de transferirse a una escuela preparatoria, citando "la tradición de East High" y las mejoras que hizo como júnior en el programa. El 1 de marzo de 2019, registró un triple doble de 27 puntos, 20 rebotes y 10 tapones para ayudar a su equipo a ganar el campeonato de la Región 8AAA. Memphis East terminó como subcampeón de la clase TSSAA AAA en la Escuela Secundaria Bearden, a pesar de que Wiseman registró 24 puntos, 11 rebotes y cinco tapones en su último juego en la escuela secundaria. Después de promediar 25.8 puntos, 14.8 rebotes y 5.5 tapones como sénior, fue nombrado Jugador Nacional del Año Gatorade y Jugador Nacional del Año Morgan Wootten. Wiseman también ganó el premio Mr. Basketball de Tennessee Class AAA mientras aparecía en el McDonald's All-American Game, el Jordan Brand Classic y el Nike Hoop Summit . Compartió el nombramiento del MVP del Jordan Brand Classic con Cole Anthony.
En octubre de 2019, después de que se mudara a la Universidad de Memphis, un juez de Memphis confirmó el fallo original de inelegibilidad de la TSSAA para la temporada 2017-18, quien dictaminó que la regla del enlace de entrenamiento TSSAA no era demasiado vaga y no violaba los derechos de propiedad de Wiseman como atleta.

### Reclutamiento
Wiseman fue un recluta consensuado de cinco estrellas de la escuela secundaria y fue considerado el mejor recluta en la clase 2019 por 247Sports y ESPN . El 20 de noviembre de 2018, se comprometió con Memphis a pesar de considerar seriamente a Kentucky . Como resultado, se reunió con el exentrenador de secundaria Penny Hardaway, quien se había convertido en el entrenador en jefe del equipo en la temporada anterior. El 29 de noviembre, firmó una Carta Nacional de Intención para jugar baloncesto universitario para Memphis.

### Universidad
En agosto de 2019, una lesión menor en el hombro evitó que se uniera a Memphis para una serie de juegos de exhibición de pretemporada en Nasáu, Bahamas . Se perdió los dos juegos de pretemporada de su equipo en octubre después de sufrir una lesión en el tobillo. El 5 de noviembre, hizo su debut en la temporada regular con 28 puntos, 11 rebotes y tres bloqueos en 22 minutos cuando los Tigres derrotaron al estado de Carolina del Sur, 97-64.
El 8 de noviembre, sus abogados anunciaron que la National Collegiate Athletic Association (NCAA) lo declaró inelegible para jugar en Memphis. La Universidad de Memphis declaró que el entrenador en jefe Penny Hardaway había pagado $11,500 en gastos de mudanza para ayudarlo a él y a su familia a mudarse a la ciudad de Memphis en 2017. Según el abogado de Wiseman, Leslie Ballin, la NCAA consideró que Hardaway, un alumno de Memphis, había actuado como un refuerzo . El mismo día, un juez del condado de Shelby le otorgó a Wiseman una orden de restricción temporal contra el fallo de la NCAA, permitiéndole seguir jugando. Menos de dos horas después, tuvo 17 puntos y nueve rebotes para liderar a Memphis más allá de la UIC, 92-46. Sus abogados presentaron una demanda contra la NCAA para restaurar su elegibilidad antes de retirar el caso seis días después con la esperanza de llegar a un acuerdo. El 20 de noviembre, la NCAA dictaminó que Wiseman sería elegible para regresar el 12 de enero después de cumplir una suspensión de 12 partidos si donaba 11,500 dólares a una organización benéfica de su elección.
El 19 de diciembre de 2019, después de perderse siete partidos debido a la suspensión, anunció que dejaría Memphis, contrataría a un agente y se prepararía para el draft de la NBA 2020, terminando su carrera universitaria. Era uno de los prospectos mejor calificados de su clase, según los analistas.

#### Estadísticas
| Año     | Equipo  | PJ | PT | MPP  | %TC  | %3P  | %TL  | RPP  | APP | ROB | TPP | PPP  |
| ------- | ------- | -- | -- | ---- | ---- | ---- | ---- | ---- | --- | --- | --- | ---- |
| 2019–20 | Memphis | 3  | 3  | 23.0 | .769 | .000 | .704 | 10.3 | .3  | .3  | 3.0 | 19.7 |

### Profesional
Fue elegido en la segunda posición del Draft de la NBA de 2020 por los Golden State Warriors. El 11 de abril de 2021, se anunció que sufría un desgarro de menisco en la rodilla derecha que podría poner fin su primera temporada. El 15 de abril, era operado de menisco y ponía definitivamente fin a su primera temporada. Hasta ese momento había disputado 39 encuentros con unos promedios de 11,5 puntos y 5,8 rebotes por partido.
De cara a la 2021-22, el 9 de marzo de 2022, fue asignado a los Santa Cruz Warriors, el filial de la NBA G League, para disputar algunos encuentros de preparación previos a su retorno a la NBA. El 25 de marzo se confirmó que no jugaría esa temporada. El 16 de junio se proclama campeón de la NBA por primera vez en su carrera, tras vencer a los Celtics en la Final (4-2), a pesar de no disputar ningún encuentro esa temporada.
Disputó la pretemporada con el primer equipo, y jugó varios encuentros como suplente al comienzo de la 2022-23, pero el 15 de noviembre de 2022, es asignado de nuevo a los Santa Cruz Warriors de la NBA G League. Finalmente, el 9 de febrero de 2023 es traspasado a Detroit Pistons, en un intercambio entre cuatro equipos.
El 2 de julio de 2024, firma por dos temporadas con Indiana Pacers. En el encuentro inaugural del 25 octubre sufre una lesión en el tendón de Aquiles que le haría perderse toda la 2024-25.
El 6 de febrero de 2025 es traspasado a los Toronto Raptors. Fue despedido dos días más tarde, sin llegar a debutar.

## Selección nacional
Wiseman promedió 11,4 puntos y 5 rebotes por partido para Estados Unidos en el Campeonato Sub-16 Américas de 2017 celebrado en Formosa, Argentina, donde ayudó a su equipo a ganar la medalla de oro ante Canadá. Al año siguiente no pudo unirse al combinado nacional para la Copa Mundial Sub-17 de 2018, porque estaba lesionado.

## Estadísticas de su carrera en la NBA

### Temporada regular
| Año     | Equipo       | PJ  | PT | MPP  | %TC  | %3P  | %TL   | RPP | APP | ROB | TPP | PPP  |
| ------- | ------------ | --- | -- | ---- | ---- | ---- | ----- | --- | --- | --- | --- | ---- |
| 2020-21 | Golden State | 39  | 27 | 21.4 | .519 | .316 | .628  | 5.8 | .7  | .3  | .9  | 11.5 |
| 2022-23 | Golden State | 21  | 0  | 12.5 | .628 | .500 | .684  | 3.5 | .7  | .1  | .3  | 6.9  |
| 2022-23 | Detroit      | 24  | 22 | 25.2 | .531 | .167 | .712  | 8.1 | .7  | .2  | .8  | 12.7 |
| 2023-24 | Detroit      | 63  | 6  | 17.3 | .613 | .000 | .706  | 5.3 | .9  | .2  | .6  | 7.1  |
| 2024-25 | Indiana      | 1   | 0  | 5.0  | .500 | .000 | 1.000 | 1.0 | .0  | .0  | .0  | 6.0  |
| Total   | Total        | 148 | 55 | 18.9 | .560 | .262 | .683  | 5.6 | .7  | .2  | .7  | 9.1  |